# 藍灰方頭鯧
藍灰方頭鯧為輻鰭魚綱鱸形目鯧亞目圓鯧科的其中一種，分布於南大西洋及太平洋，棲息深度20-250公尺，體長可達25.6公分，棲息在中底層熱帶至溫帶海域，屬肉食性。

## 擴展閱讀
維基物種上的相關：藍灰方頭鯧